# Grigorij Sztern
Grigorij Michajłowicz Sztern (ros. Григорий Михайлович Штерн; ur. 24 lipca?/6 sierpnia 1900 w Smile, zm. 28 października 1941 w Kujbyszewie) – komandarm II rangi i generał pułkownik Armii Czerwonej, Bohater Związku Radzieckiego (1939).

## Życiorys
Urodzony w żydowskiej rodzinie lekarza z powiatu czerkaskiego guberni kijowskiej, w 1918 skończył gimnazjum, w 1919 wstąpił do Armii Czerwonej i RKP(b).
Podczas wojny domowej w Rosji był komisarzem wojskowym sztabu 1 Brygady 2 Ukraińskiej Dywizji Strzeleckiej, komisarzem samodzielnego dywizjonu kawalerii 46 Dywizji Strzeleckiej i szefem wydziału politycznego tejże dywizji. Brał udział w walkach z "białymi" na froncie południowym. Od 1920 był komisarzem 408 i 21 Pułku Strzeleckiego. 
W grudniu 1923 został wysłany do Turkmenii z rozkazem walki z basmaczami w 2 Samodzielnej Turkiestańskiej Brygadzie Kawalerii. Od czerwca 1924 szef wydziału politycznego tej brygady. Od października 1924 szef wydziału politycznego, a od maja 1925 komisarz 7 Samarskiej Dywizji Kawalerii w Białoruskim Okręgu Wojskowym. 
W 1926 skończył kursy wyższych dowódców Armii Czerwonej w Akademii Wojskowej im. M. Frunzego w Moskwie, a w 1929 wydział wschodni tej akademii. Od lipca 1926 do października 1927 dowódca i komisarz 9 Pułku Kawalerii 2 Dywizji Kawalerii. Od 1929 zastępca szefa 4 Wydziału 4 Zarządu Sztabu Armii Czerwonej. Od 1931 sekretarz Ludowego Komisarza Obrony ZSRR, od 1933 szef Zarządu Administracyjnego Ludowego Komisarza Wojskowych i Morskich Spraw ZSRR i Wojskowej Rady Rewolucyjnej ZSRR. 20 listopada 1935 mianowany do stopnia komdiw. Od marca 1936 dowódca i komisarz 7 Samarskiej Dywizji Strzeleckiej w Białoruskim Okręgu Wojskowym.
Od stycznia 1937 do kwietnia 1938 główny doradca wojskowy republikańskiego rządu w Hiszpanii podczas wojny domowej. Od 19 lutego 1938 komkor Armii Czerwonej.
Od kwietnia 1938 szef sztabu Samodzielnej Armii Dalekowschodniej odznaczonej Orderem Czerwonego Sztandaru, od sierpnia 1938 dowódca 39 Korpusu Strzeleckiego na Froncie Dalekowschodnim, od października 1938 do 1 lipca 1940 dowódca wojsk Dalekowschodniego Okręgu Wojskowego. Dowodził działaniami wojennymi korpusu w bitwie nad jeziorem Chasan. Od 9 lutego 1939 komandarm II rangi. Od maja do sierpnia 1939 był dowódcą sił ZSRR w bitwie nad rzeką Chałchin-Goł. Dekretem Prezydium Rady Najwyższej ZSRR z 29 sierpnia 1939 za męstwo i bohaterstwo w wykonywaniu zadań bojowych został uhonorowany Złotą Gwiazdą Bohatera Związku Radzieckiego.
Podczas wojny zimowej dowodził 8 Armią w Północnej Karelii w lutym i marcu 1940. 4 czerwca 1940 mianowany generałem pułkownikiem.
Od 22 czerwca 1940 dowódca Frontu Dalekowschodniego, od 14 stycznia 1941 szef Głównego Zarządu Obrony Przeciwlotniczej Głównego Komisariatu Obrony.
Od 21 marca 1939 do 7 czerwca 1941 był członkiem Komitetu Centralnego WKP(b). Od 1937 deputowany do Rady Najwyższej ZSRR.
W kwietniu 1941 przeniesiony służbowo do Moskwy i 7 czerwca 1941 aresztowany wraz z innymi dowódcami sił obrony przeciwlotniczej. Podczas przesłuchań i tortur przyznał się, że od 1931 był członkiem trockistowskiej konspiracji w Armii Czerwonej i niemieckim szpiegiem. Został skazany na śmierć i rozstrzelany wraz z 20 innymi skazańcami. Dekretem Prezydium Rady Najwyższej z 21 marca 1947 pośmiertnie pozbawiony tytułu Bohatera ZSRR i wszystkich odznaczeń.
25 sierpnia 1954 postanowieniem Naczelnej Prokuratury Wojskowej ZSRR został zrehabilitowany, a 2 stycznia 1959 przywrócono mu tytuł Bohatera Związku Radzieckiego i ordery.

## Odznaczenia
- Złota Gwiazda Bohatera Związku Radzieckiego (29 sierpnia 1939)
- Order Lenina (dwukrotnie - 21 czerwca 1937 i 20 sierpnia 1939)
- Order Czerwonego Sztandaru (trzykrotnie - 1924, 22 października 1937 i 25 października 1938)
- Order Czerwonej Gwiazdy (19 maja 1940)
- Medal jubileuszowy „XX lat Robotniczo-Chłopskiej Armii Czerwonej”